# Жорж Рає
Жорж Рає́ (фр. Georges Rayet, 12 грудня 1839, Бордо, Франція — 14 червня 1906, Флуарак, поблизу Бордо) — французький астроном.

## Життєпис
Сім'я Рає належала до вищого середнього класу Бордо. Його батько, магістрат, усунутий з посади 1830 року через свої легітимістські погляди, працював у виноробній промисловості в Бордо, а потім, починаючи з 1853 року, в Парижі. Лише в останньому році Рає пішов до школи, але його навчання не постраждало від цієї затримки: він був прийнятий до École Normale Supérieure 1859 року, а через три роки закінчив agrégé з фізики. Після року викладання в ліцеї в Орлеані він отримав посаду фізика в службі прогнозів погоди, щойно створеній Левер'є в Паризькій обсерваторії.
На додаток до своєї звичайної роботи Рає здійснював астрономічні дослідження, беручи участь у дослідженнях Чарльза Вольфа, астронома обсерваторії. Їхній перший спільний успіх прийшов 1865 року, коли вони сфотографували півтінь Місяця під час затемнення. Тим часом вони вдосконалили спектроскопічні методи і прагнули отримати спектри яскравих комет. 4 травня 1866 року відбувся спалах яскравої нової зорі. Спостерігаючи її 20 травня, коли її яскравість значно зменшилася, Рає і Вольф виявили яскраві смуги в спектрі, явище, яке ніколи не було помічене в спектрах зірок. Смуги були результатом фази, яка може відбутися в еволюції нової після вибуху і зараз відома як стадія Вольфа — Рає.
Потім два астрономи намагалися шляхом систематичного дослідження визначити, чи постійно яскраві зірки виявляють те саме явище, і в 1867 році вони виявили три такі зірки в сузір'ї Лебедя. «Зірки Вольфа — Рає», спектри яких містять широкі, інтенсивні емісійні лінії, рідкісні — їх відомо ледве понад 300. Це дуже гарячі зірки, механізм яких ще не пояснений. Розширення оболонки недостатнє для врахування ширини ліній, і існує велика невідповідність між енергією, виробленою всередині, і енергією, що випромінюється. Ці зірки дозволяють вивчати міжзоряну речовину, лінії якої виділяються на яскравому тлі широких емісійних ліній зірок.
1868 року Рає брав участь у місії, направленій Паризькою обсерваторією на Малайський півострів спостерігати сонячне затемнення; він відповідав за спектроскопічні роботи. Його спостереження за сонячними протуберанцями дали цінну інформацію, а в поєднанні з іншими спостереженнями, зробленими під час того ж затемнення, зокрема Я. Янссеном, вони сприяли встановленню перших точних даних про Сонце. Потім Рає зосередився на спектроскопічних спостереженнях сонячної атмосфери та сонячних протуберанців. Він ототожнив блискучі лінії їхнього спектра зі спектральними лініями елементів і розробив теорію фізичної будови Сонця, яка, принаймні в своїй описовій частині, містить матеріал, який можна знайти й у сучасних теоріях. Ця праця лягла в основу його докторської дисертації, яку він захистив 1871 року.
Рає не мав серйозних розбіжностей з Левер'є, поки той не довірив йому управління метеорологічною службою 1873 року. Менш ніж за рік позиція Рає щодо практичної організації прогнозування штормів, яку він мав вагомі підстави вважати передчасною, привела до його звільнення. Потім Рає став викладачем фізики на факультеті наук Марселя, а 1876 року був призначений професором астрономії в Бордо.
1871 року французький уряд запропонував побудувати кілька нових обсерваторій. Рає організував колективний огляд історії та обладнання головних обсерваторій світу. Разом зі співробітниками він написав три з п'яти томів дослідження. Рає дуже цікавився історією науки й написав короткі, авторитетні дослідження про грецькі сонячні годинники (1875) та історію астрономічної фотографії (1887).
Разом з призначенням у Бордо Рає також був призначений директором обсерваторії, яка була побудована у Флуараку 1878 року. Він обіймав цю посаду від 1879 року й обладнав обсерваторію найсучаснішими астрометричними інструментами. Рає був одним з перших прихильників міжнародної фотографічної карти міста. 1900 року він зробив важливий внесок у проблему зменшення фотопластинок. Рає був задоволений тим, що опублікував перший том фотографічного каталогу Бордоської обсерваторії (за рік до смерті).
Рає став членом-кореспондентом Академії наук 1892 року й членом Бюро довгот 1904 року. Він мав витончену концепцію наукових досліджень і цінував переваги командної роботи. Він працював таким чином сам, але давав своїм підлеглим велику свободу проявляти ініціативу. Він помер від наслідків важкої хвороби легенів, яка турбувала його в останні роки життя. Маючи дуже твердий характер, Рає, незважаючи на стан здоров'я, брав участь в експедиції в Іспанії для спостереження за затемненням у серпні 1905 року.

### Оригінальні твори
Найвизначнішими ранніми роботами Рає є примітка про спектроскопічне спостереження нової 1866 року, вставлена в UJJ Le Verrier, «Note sur deux étoiles …,» in Comptes rendus,… de l'Académie des Sciences, 62 (1866) , 1108 . –1109, написана тоді з К. Вольфом; оголошення про відкриття зірок Вольфа-Рає в «Spectroscopic stellaire», там же, 65 (1867), 292—296, написане разом з C Wolf; і «Sur les raies brillantes du spectre de l'atmosphére solaire et sur la constitution physique du soleil», в Annales de chimie et de physique, 4th ser., 24 (1871), 5–80.
Метеорологічні й астрономічні спостереження Рає (спектроскопія, астрометрія, затемнення) містяться приблизно в тридцяти нотатках у Comptes rendus … de l'Académie des sciences між 1866 і 1905 роками. Рає представив важливий аналіз еволюції магнітного схилення й нахилу в Парижі між 1667 і 1872 роками в «Recherches sur les observations magnétiques …» в Annales de l'Observatoire de Paris. Mémoires , 13 (1876), A*1A*140. Про фотографічну астрометрію див. «Instructions pour la réduction des clichés photographiques …» в Annales de l'Observatoire'de Bordeaux, 9 (1900), I 87; та Catalogue photographique du del, Observatoire de Bordeaux, I (Париж, 1905).
Рає створив Annales de observatoire de Bordeaux 1885 року й відредагував перші 12 томів; його дослідження про довготу обсерваторії, про її широту і практичну астрономію містяться відповідно в тт. 1, 2 і 3 ; його кліматологічні дослідження, у тт. 6 і 10 ; і том. 13 містить посмертну статтю про затемнення 1905 року.
Його праці з історії науки: «Cadrans solaires coniques» в Annales de chimie et de physique , 5th ser., 6 (1875), 52–85; L'astronomic et les observatoires . I, Angleterre та II, Écosse, Irlande et colonies anglaises, написані разом з К. Андре (Париж, 1874); і V, курсив (Париж, 1878); "Notice historique sur la fondation de l'Observatoire de Bordeaux, " в Annates de l'Observatoire de Bordeaux , 1 (1885), 1–62; і "Histoire de la photographic astronomique, " там же , 3 (1889), 41–99, раніше опубліковано, у 5 пунктах, у Bulletin astronomique , 4 (1887), 165—176, 262—272, 307—320, 344—360, 449—456.

### Вторинна література
Біографію й список публікацій Рає надає Е. Стефан в Annates de l'Observatoire de Bordeaux , 13 (1907), A1-A31; за ним іде «Discours prononcés aux obséques», B1-B31. Див. також "Obséques de M. Rayet, " в Bulletin astronomique , 23 (1906), 273—285; E. Esclangon, "Nécrologie, " in Astronomische Nachrichten , 172 (1906), 111; і WEP, "Obituary, " in Nature , 74 (1906), 382.